# Парна машина
Парна (клипна) машина представља мотор који трансформише топлотну енергију водене паре у механички рад, најчешће ротационо кретање. Спада у групу клипних топлотних мотора са спољашњим сагоревањем. Парне машине су се користиле као погон пумпи, парних локомотива, пароброда и парних трактора, те су биле темељ индустријске револуције.
Према конструкцијском дизајну парна машина припада групи клипних машина. Пара се производи у котлу те доводи у цилиндар, где обавља рад деловањем притиска на једну страну клипа (једнорадна парна машина), или наизменично на једну па на другу страну клипа (дворадна парна машина), потискујући клип амо-тамо. Радни циклус једнорадне парне машине започиње када се клип налази у горњем мртвом положају, уз отворен довод, а затворен одвод паре. Деловањем паре клип се помиче до доњег мртвог положаја, када се затвара довод, а отвара одвод паре из цилиндра. Енергију потребну за враћање стапа назад, те за истискивање већег дела преостале паре из цилиндра својом инерцијом (тромошћу) даје тешки метални точак замајац. Код дворадне машине конструкција цилиндра омогућује изменично увођење паре, с једне па с друге стране клипа. Због тога, за истискивање паре није потребно преузимати енергију од замајца, али се овај ипак користи ради остваривања једнакомерног рада машине. Праволинијско кретање клипа између крајњих положаја у цилиндру, најчешће се претвара у ротационо кретање погонског вратила. За то служи механизам који се састоји од мотке везане за стап (стапајица), кружне главе с клизном папучом, те ојнице, која је на једној страни зглобно повезана с кружном главом, а на другој с коленастим вратилом. Радом разводника, то јест довођењем и одвођењем паре из цилиндра, управља ексцентар причвршћен на коленасто вратило. Таква једноцилиндрична машина са клипом у мртвом положају не може се сама покренути, па се често изводе машине код којих на истом коленастом вратилу раде два или више цилиндара (вишецилиндрична машина), којима су ојнице међусобно просторно закренуте. Парне машине које пару из цилиндра избацују у атмосферу су испушне машине, за разлику од кондензацијских машина, код којих се она, пошто обави рад у цилиндру, кондензује у кондензатору паре. С обзиром на положај средишње осе клипа и цилиндра, парна машина може бити вертикална (стојећа парна машина) или хоризонтална (лежећа парна машина).
Парна машина је топлотна машина с спољашњим изгарањем која енталпију водене паре претвара у механички рад. Једноставније речено, то је машина која енергију водене паре која се производи у парним котловима претвара у механички рад. Битно је напоменути да је запремина водене паре већ на 100 °C око 1 700 пута већа од запремине течне воде.

## Историја парне машине
Својства и деловање водене паре били су познати већ у старом веку; Херон Александријски већ је у 1. веку п. н. е. конструисао различите уређаје које је покретала врућа пара (Херонова кугла или еолипиле). Међутим тек поткрај 17. века Дени Папен конструисао је прву машину која донекле наликује парној; прве употребљиве парне машине конструисали су енглески инжењери Томас Савери (1650 – 1715) и Томас Њукомен (1663—1729), а прву парну машину која наликује на савремене израдио је Џејмс Ват у другој половини 18. века. Прву парну индустријску машину која је радила у пракси конструисао је Томас Њукомен у Типтону у Стафордширу 1712. у Енглеској. Та је машина црпила воду из рудника више од 30 година. Њукомен је био трговац жељезном робом у Дартмуту. Добро је познавао руднике калаја у Девону и Корнволу и њихов најтежи проблем је било уклањање воде из рудничких ровова, која их је непрекидно плавила. Требало му је 10 година вршења експеримената пре него што је нашао задовољавајуће решење. Међутим, чак ни ту машину нису хтели да прихвате корнвалски рудари, јер је трошила врло много угља, који се морао увозити преко мора па је био веома скуп. Први корисници Њукоменове парне машине били су власници рудника на подручју Мидланда, који су такође били суочени с проблемом уклањања воде из рудничких ровова. Њукомен је први човек који је с успехом користио покрете клипа у цилиндру, а његова машина изграђена 1712. године, била је је неоспорно предак свих машина тога типа. Играо је велику улогу у британској индустријској револуцији. Џејмс Ват није изумео парну машину. Он је заслужан за знатно усавршавање радног учинка машине тиме што је кондензовао пару у посебној затвореној посуди.
Роберт Фултон је 1807. употребио парну машину за погон првога комерцијалног пароброда, а нешто касније, Џорџ Стивенсон за погон прве парне локомотиве. Првобитно су за погон парне машине били кориштени притисци паре незнатно виши од атмосферскога (око 103 kPa или 1,02 атм). На прелазу из 18. у 19. века, када су парни котлови били довољно усавршени да су могли производити пару знатно вишег притиска, британски изумитељ Ричард Тревитик (1771 – 1833) изградио је прве парне машине високог притиска од 207 kPa (2 atm), а 1815. амерички изумитељ Оливер Еванс (1755 – 1819) почео је да гради парне машине с притиском од приближно 1.400 kPa (14 atm); данашње парне машине најчешће користе притиске од више од 7.000 kPa (69 atm). Примена парне машине покренула је снажан напредак технике те донела корените промене у начину производње и превоза па се генерално сматра покретачем индустријске револуције. Данас су парне турбине и мотори с унутрашњим сагоревањем заменили парне машине због већих излазних снага, већег степена искоришћења и сразмерно мање масе, али се парне машине још увек користе у неким земљама, посебно за погон локомотива. Данас се развија употреба парне машине за искориштавање алтернативних енергетских извора (на пример биомасе) у подручју малих машина већих излазних снага, као и за покретна постројења.

### Херон из Александрије
Прва машина, која је нажалост служила само као демонстратор, је саграђена у Александрији у првом веку нове ере.
Конструктор је био Херон. Рад је био једноставан, вода у постољу је загревана до претварања у пару. Пара је затим долазила у шупљу куглу преко цеви-носача и излазила кроз савијене цевчице, вртећи куглу.
Сличне справе су понекад кориштене за отварања врата храмова без људске интервенције, да се импресионирају вјерници.
Херонова машина је један од раних примера ротационих парних машина, од којих су многи прототипови израђени кроз векове.

### Папен и Савери
Денис Папен (Denis Papin) и Томас Савери (Thomas Savery) су били настављачи развоја, после дуге паузе. Савери је 1698. направио парну машину-пумпу која је радила на принципу кондензације паре, стварајући вакуум који је „усисавао“ воду.
Неколико његових машина је практично кориштено, упркос веома слабом степену искоришћења.

### Њукомен
Тек је Томас Њукомен (Thomas Newcomen) 1712. успео да створи машину која је почела нешто више да се користи, поготово за пумпање воде из рудника. Искористивост је и даље била слаба. Машина је називана „атмосферска“ зато што је притисак атмосфере вршио користан рад кад клип иде доле.
Рад Њукоменове парне машине:
- Са клипом у доњем положају, отвара се вентил који пушта пару у цилиндар.
- Клип се подиже, углавном под дејством тежине тега (на лијевој страни цртежа).
- Кад је клип при врху, затвара се довод паре.
- Да би се створио потпритисак испод клипа, хладна вода се уштрцава у цилиндар. То одмах доводи до кондензације водене паре и ствара се вакуум у цилиндру.
- Атмосферски притисак сад потискује клип надоле.
- Вентил за хладну воду се искључује у подесном тренутку.
- Циклус се понавља.

Како видимо, користан рад врши атмосферски притисак, потискујући клип у вакуум настао кондензацијом паре. Зато се оваква машина понекад назива атмосферском.
У првим верзијама Њукоменове машине, вентили су отварани и затварани ручно (!) у току циклуса. Постоји прича да је дечак који је био запослен да управља вентилима, сам дошао на замисао да повеже вентиле са „клацкалицом“ на врху машине и тако аутоматизује процес. Било како било, касније Њукоменове машине су имале систем полуга које су аутоматски отварале и затварале вентиле у погодном тренутку.

### Џејмс Ват
Идући велики скок у развоју је било увођење машина које је конструисао Џејмс Ват (James Watt).
Пажљивим посматрањем и анализирањем Њукоменове машине, Ват је успио да повећа степен искористивости 4 пута, додајући кондензатор паре, ефикаснији бојлер са топлотном изолацијом и друго. Кондензатор је омогућавао да се врућа пара помешана с водом  поново дода у цилиндар, па су губици енергије драстично смањени. 
Ипак и Ватова машина је користила низак притисак и кондензацију паре да створи вакуум за рад.
Ват је био изричито против машина с високим притиском, сматрајући их опаснима (због честих експлозија котлова који нису имали сигурносне вентиле).

### После 1800. године
После 1800, Ричард Тревитик и други су почели да развијају парне машине високог притиска и мале масе за погон возова.
Тенденција ка све већим притисцима паре а затим и степеновање ("компаундинг") су биле одлике даљег развоја.
У „компаунд“ моторима пара је пролазила кроз неколико цилиндара све већег пречника, да би се подигао степен искоришћења.
Крајем 19. вијека клипни парни мотори су достигли врхунац. Даљи развој парних машина је кренуо у правцу
парних турбина, док су клипне машине практично нестале.

## Степен корисног дејства
Креће се од 1% за Њукоменову атмосферску машину до 50% (модерне парне турбине).

## Употреба парне машине
Као погонска машина за индустрију, возове и бродове. Парна турбина се користи и за производњу електричне енергије у електранама.

## Опис рада
Постоје разне врсте машина које се разликују по начину рада. Види под Парна машина, врсте.

## Врсте парних машина

### Клипне (штапне) парне машине
По деловању паре на клип:
- машине једностраног дејства
- машине обостраног дејства

Према положају цилиндра:
- хоризонталне
- косе
- вертикалне

Према броју цилиндара:
- једноцилиндричне
- вишецилиндричне (дво, тро, четвороцилиндричне)

Према начину дејства паре у цилиндру:
- без експанзије
- пуног дејства

Према броју цилиндара експанзије:
- просте експанзије
- многоструке експанзије (дво, тро, четвороструке)

Према величини притиска искоришћене паре:
- без кондензације
- са кондензацијом
- са противпритиском

Према врсти радне паре:
- са засићеном
- са прегрејаном паром

Према броју обртаја:
- спороходне (до 200 рот-мин)
- брзоходне (преко 1000 рот-мин)

По месту употребе:
- непокретна (стационарна),
- покретна (на локомотиви, броду).

## Парни циклус
Ранкинов циклус је фундаментална термодинамичка основа парне машине. Циклус је аранжман компоненти попут оног који се типично користи за једноставну производњу енергије, и користи фазне промене воде (кључала вода производи пару, кондензујућа издувна пара прелази у течно стање) за формирање практичног система за конверзију топлоте у рад. Топлота се уноси из спољашњости у затворену петљу у којој се део топлоте конвертује у рад, а вишак се уклања у кондензатору. Ранкинов циклус се користи у виртуално свим производним апликацијама на парни погон. Током 1990-тих, Ранкиновим парним циклусима је генерисано око 90% електричне енергије која се користи широм света, укључујући виртуално све соларне, биомасне, угљане и нуклеарне електране. Циклус је именован по Вилијаму Џону Ранкину, шкотском полихистору.
Ранкинов циклус се понекад назива практичним Карноовим циклусом, зато што кад се користи ефикасна турбина, TS дијаграм почиње да подсећа на Карноов циклус. Главна разлика је да су додавање топлоте (у бојлеру) и одвођење (у кондензатору) изобарски процеси (на константном притиску) у Ранкиновом циклусу, а изотермски процеси (константна температура) у теоретском Карноовом циклусу. У овом циклусу се пумпа користити за стављање радне течности под притисак након изласка из кондензатора. Пумпање радног флуида у течној форми током циклуса захтева малу фракцију енергије у поређењу са енергијом потребном за компримовање радног флуида у гасовитом стању у компресору (као у Карноовом циклусу). Циклус клипне парне машине се разликује од онога у турбини по томе што се кондензација и поновна евапорација дешавају у цилиндру или у улазима за довод паре.
Радни флуид у Ранкиновом циклусу може да оперише као систем затворене петље, где се радна течност континуирано рециклира, или може бити систем „отворене петље” где се издувна пара директно испушта у атмосферу, и засебни извор воде напаја бојлер. Обично је вода користи као радни флуид због њених повољних својстава, као што су нетоксичности и хемијска нереактивност, изобилна доступност, ниска цена, и њена термодинамичка својства. Жива је радни флуид у парној турбини с живом. Угљеноводоници с ниском тачком кључања се могу користити у бинарним циклусима.
Парна машина је знатно допринела развоју термодинамичке теорије; међутим, једине примене научне теорије које су утицале на парну машину су били оригинални концепти искориштавања снаге паре и атмосферског притиска и познавање својстава топлоте и паре. Ватова експериментална мерења на моделу парне машине довела су до развоја засебног кондензатора. Ват је независно открио латентну топлоту, која је потврђена оригиналним открићем Џозефа Блека, који је исто тако саветовао Вата о експерименталним поступцима. Ват је такође био свестан промена тачке кључања воде са притиском. Иначе, побољшања самог мотора била су механичке природе. Термодинамички концепти Ранкиновог циклуса су пружили инжењерима неопходно разумевање потребно за прорачун ефикасности, што је помогло у развоју модерних бојлера високог притиска и температуре, и парне турбине.

## Ефикасност
Ефикасност циклуса машине се може израчунати дељењем енергетског излаза механичког рада који мотор производи са енергетским уносом у мотор путем сагоревања горива.
Историјска мера енергетске ефикасности парне машине је била њена „обавеза”. Концепт обавезе је приви увео Ват да би илустровао колико је његова машина ефикаснија у односу на раније Њукоменове дизајне. Обавеза је број стопа-фунти рада које испоручи сагоревање једног бушела (94 фунти) угља. Најбољи пример Њукоменовог мотора је имао обавезу од око 7 милиона, али је већина било око 5 милиона. Ватове оригиналне машине под ниским притиском су могле да испоруче обавезу и до 25 милиона, а у просеку су давале око 17. То је било троструко побољшање у односу на просечни Њукоменов дизајн. Ране Ватове машине опремљене за рад са паром под високим притиском су имале учинак од 65 милиона.
Ни једна топлотна машина не може да буде ефикаснија од Карноовог циклуса, у коме се топлота покреће са резервоара на високој температури на резервоар са ниској температури, и ефикасност зависи од температурне разлике. За највећу ефикасност, парне машине требају да раде на највећој могућој температури паре (прегрејаној пари), и да ослобађају сувишну топлоту на што је могуће нижој температури.
Ефикасност Ранкиновог циклуса је обично ограничена радним флуидом. Изузев ако притисак достигне надкритичне нивое за радни флуид, температурни опсег у коме циклус може да оперише је сасвим мали; у парним турбинама, турбинске улазне температуре су типично 565 °C (лимит пузања нерђајућег челика), а температуре кондензатора су око 30 °C. То даје теоретску Карноову ефикасност од око 63%, док је стварна ефикасност око 42% код модерних електрана на угаљ. Ова ниска турбинска улазна температура (у поређењу са гасним турбинама) је разлог што се Ранкинов циклус често користи као завршни циклус у електранама са гасним турбинама комбинованог циклуса.
Једна од главних предности Ранкиновог циклуса је да је током компресионог степена потребно релативно мало рада за пренос флуида пумпом, јер је радни флуид у течној фази у том ступњу. Рад неопходан за пумпање кондензованог флуида је само 1% до 3% турбинске (или клипно моторске) снаге и то доприноси повећаној ефикасности реалног циклуса. Корист од тога се донекле губи због ниже температуре додавања. Гасне турбине, на пример, имају турбинску улазну температуру од око 1500 °C. Упркос тога, ефикасност стварних великих парних циклуса и великих модерних гасних турбина је приближно једнака.
У пракси, циклуси клипних парних машина са које испуштају пару у атмосферу типично имају ефикасност (укључујући бојлер) у опсегу 1-10%, док се додатком кондензатора и вишеструке експанзије, као и применом паре под високим притиском/температуром, то може знатно поправити, историјски у опсег од 10-20%, а у неким случајевима и нешто више.
Модерне велике електране (које производе неколико стотина мегавата електричног излаза) са подгрејавањем паре, ецономизером итд. достижу ефикасност од преко 40%, док се најефикасније јединице приближавају стопи од 50% термичке ефикасности.
Такође је могуће користити отпадну топлоту користећи когенерацију при чему се отпадна топлота користи за загревање радног флуида са нижом тачком кључања или као извор топлоте за даљинско грејање преко засићене паре ниског притиска.

## Галерија
- Парна локомотива – GNR N2 класа
- Бицикл на парни погон
- Британска ватрогасна кола на парни погон – пример мобилне парне машине
- Самопокретна локомобила, 1918-1936.
- Самопокретна локомобила, 1918-1936.

### Чланци
- Kristensen, Søren B. P. (2009), Geografisk Tidssckrift -Danish Journal of Geography (PDF), стр. 50, Архивирано из оригинала (PDF) 8. 1. 2010. г.
- Robinson, Eric H. (1974). „The Early Diffusion of Steam Power”. The Journal of Economic History. 34 (1): 91—107. JSTOR 2116960. S2CID 153489574. doi:10.1017/S002205070007964X.